# Нечесна гра (фільм)
«Нечесна гра» (англ. The Skin Game) — англійська драма режисера Альфреда Гічкока 1931 року. Екранізація однойменної п'єси Джона Голсуорсі (1920).

## Сюжет
Багата родина Хіллкріст веде ворожнечу зі спекулянтом Хорнблауером, який, порушивши дане їм слово, вигнав збіднілих фермерів з проданих йому земель, щоб побудувати там промислові споруди.
Одного разу місіс Хіллкріст отримує дискредитуючі відомості про минуле Хлої, невістки Хорнблауера. Знаючи цей секрет, вона шантажує спекулянта, щоб змусити його згорнути будівництво.

## У ролях
- Чарльз Франс — містер Хіллкріст
- Хелен Хейі — місіс Хіллкріст
- Джилл Есмонд — Джилл Хіллкріст
- Едмунд Гвенн — містер Хорнблауер
- Джон Лонгден — Чарльз Хорнблауер
- Філліс Констем — Хлоя Хорнблауер
- Френк Лоутон — Рольф Хорнблауер
- Герберт Росс — містер Джекман
- Дора Грегорі — місіс Джекман